# Luciobarbus capito
Luciobarbus capito o barbo bulatmai è un pesce della famiglia Cyprinidae.

## Distribuzione
Si trova nelle acque salmastre del mar Caspio e nei tributari come Volga, Terek, Kura e Atrek. Risulta estinto nel mar d'Aral nel cui bacino sopravvive solo in alcuni laghi artificiali dei tributari come l'Amu Darya e il Syr Darya.
Esistono popolazioni anadrome e stanziali in acqua dolce. In mare vive molto vicino alle foci fluviali.

## Descrizione
Si tratta di un barbo molto grande dato che può raggiungere gli 80 cm di lunghezza e i 15 kg di peso. La pinna dorsale è posta nella prima metà del corpo (differenza con Luciobarbus brachycephalus). C'è una carena rigida sul dorso fra la testa e la pinna dorsale. Le labbra sono sottili.

## Alimentazione
Si nutre di invertebrati bentonici, piccoli pesci, detriti e materiale vegetale. Le larve sono planctofaghe.

## Riproduzione
Si riproduce in primavera ed estate. Effettua migrazioni riproduttive: le popolazioni marine migrano nel basso corso dei fumi, in ambienti con forte corrente e fondi a sabbia o ciottoli, quelle d'acqua dolce risalgono gli affluenti del corso principale. Le femmine depongono da 15.000 a 125.000 uova.

## Conservazione
Le popolazioni del mar d'Aral hanno fortemente risentito della crisi ecologica di questo bacino. Risulta comune soprattutto in Azerbaigian e Iran. È minacciato dalla costruzione di dighe e dalla sovrapesca.

## Pesca
Si tratta di una specie molto importante per la pesca commerciale nelle zone di diffusione.

## Tassonomia
Luciobarbus capito conocephalus è la sottospecie che vive nel mar d'Aral mentre nel mar Caspio è presente la sottospecie nominale Luciobarbus capito capito.